# ISO 3166-2:PT
ISO 3166-2:PT es la entrada para Portugal en ISO 3166-2, parte de los códigos de normalización ISO 3166 publicados por la Organización Internacional de Normalización (ISO), que define los códigos para los nombres de las principales subdivisiones (p.ej., provincias o estados) de todos los países codificados en ISO 3166-1.
En la actualidad, para Portugal los códigos ISO 3166-2 se definen para 18 distritos y 2 regiones autónomas.
Cada código consta de dos partes, separadas por un guion. La primera parte es LV, el código ISO 3166-1 alfa-2 para Portugal. La segunda parte tiene dos cifras:
- 01–18: distritos
- 20 y 30: regiones autónomas (Azores y Madeira)

## Códigos actuales
Los nombres de las subdivisiones se ordenan según el estándar ISO 3166-2 publicado por la Agencia de Mantenimiento ISO 3166 (ISO 3166/MA).
Pulsa sobre el botón en la cabecera para ordenar cada columna.
| Región           | Código | Categoría subdivisión |
| ---------------- | ------ | --------------------- |
| Aveiro           | PT-01  | Distrito              |
| Beja             | PT-02  | Distrito              |
| Braga            | PT-03  | Distrito              |
| Braganza         | PT-04  | Distrito              |
| Castelo Branco   | PT-05  | Distrito              |
| Coímbra          | PT-06  | Distrito              |
| Évora            | PT-07  | Distrito              |
| Faro             | PT-08  | Distrito              |
| Guarda           | PT-09  | Distrito              |
| Leiría           | PT-10  | Distrito              |
| Lisboa           | PT-11  | Distrito              |
| Portalegre       | PT-12  | Distrito              |
| Oporto           | PT-13  | Distrito              |
| Santarém         | PT-14  | Distrito              |
| Setúbal          | PT-15  | Distrito              |
| Viana do Castelo | PT-16  | Distrito              |
| Vila Real        | PT-17  | Distrito              |
| Viseu            | PT-18  | Distrito              |
| Azores           | PT-20  | Región autónoma       |
| Madeira          | PT-30  | Región autónoma       |